# Kruszownicowce
Kruszownicowce (Umbilicariales J.C. Wei & Q.M. Zhou) – rząd grzybów z klasy miseczniaków (Lecanoromycetes).

## Systematyka
Pozycja w klasyfikacji według Index FungorumUmbilicariales, Umbilicariomycetidae, Lecanoromycetes, Pezizomycotina, Ascomycota, Fungi.
TaksonomiaWedług aktualizowanej klasyfikacji Index Fungorum bazującej na Dictionary of the Fungi do rzędu Umbilicariales należą następujące rodziny:
- rodzina Elixiaceae Lumbsch 1997
- rodzina Fuscideaceae Hafellner 1984
- rodzina Ophioparmaceae R.W. Rogers & Hafellner 1988
- rodzina Umbilicariaceae Chevall. 1826 – kruszownicowate[2].

Nazwy naukowe na podstawie Index Fungorum. Nazwa polska według J. Nowaka i Z. Tobolewskiego.